# Jリーグ・マッチスケジューラー
Jリーグ・マッチスケジューラーは、公益社団法人日本プロサッカーリーグが導入している、日本プロサッカーリーグ（Jリーグ）リーグ戦及びJリーグYBCルヴァンカップの競技日程や対戦カードを自動作成するシステム（専用アプリケーションソフトウェア）のことである。通称「日程くん」。

## 概要
2003年以前まではJ1・J2の各リーグ戦やナビスコカップの競技日程や対戦カードをJリーグ事務局の担当者がJリーグの定める制約条件や各クラブの要望を考慮しながら、手作業によって約2-3週間程で作成していた。しかし、クラブ数の増加で従来の手作業による作業が困難になったことから、2003年にフランスのソフトウエアメーカー・アイログの日本法人とJリーグでシステムの共同開発を開始。制約論理プログラミングをベースとする最適化ソフトウェア「ILOG CP」をベースに用いたシステムが2004年に実務で導入され、同作業を約1日までに短縮することが可能となった。具体的な開発費用については公表されていないが、ITmediaではアイログからの公表当時（2008年3月）、システム規模から判断される一般論として「ソフトウェアのライセンス料が1000万円前後でコンサルティングは3000-4000万円程度」と試算している。
2014年にJ3リーグが発足し日程条件の設定が以前より複雑化することと、従来のシステムのサポート期限が迫っていたことを踏まえ、システムの刷新を決定。複数のベンダーを比較し、新日鉄住金ソリューションズ（現・日鉄ソリューションズ）を開発パートナーに決定 し、専用のカスタム数理モデルと高性能最適化エンジン「Gurobi Optimizer」を採用した。2014年の試合日程作成では、J1で最大2時間から約3〜5分に、チーム数の多いJ2で最大24時間以上から約1時間に、それぞれ処理時間が短縮された。競技ルール・公平性を満たしつつ、各クラブの要望に対しきめ細かい調整が可能となった。

## プログラミングされる内容
「日程くん」での日程作成に当たってはクラブ間の公平性が重視されており、基本条件としては以下のようなものがあるという。
- 3試合以上のホームゲーム・アウェーゲームの連続開催回避
- 開幕戦をホームで戦ったチームは、最終戦はアウェーでゲームをする
- 開幕戦から第5節までのうち少なくとも2試合はホームゲームを行うようにする
- 平日開催のホームゲーム開催数の均等化
- 試合間隔が中2日となる日数に差が出ないようにする
- ダービーマッチ（都道府県・市区町村）については開幕戦や最終戦、ゴールデンウィークには編成しない

年間日程のスケジューリングについては、基本的に秋をめどに新年度のリーグ戦の年間日程をクラブ側に伝え、J1:34試合、J2:42試合、J3:33試合分（以上2014年度）の日程範囲内で試合会場のスタジアムを確保するようにクラブに依頼するが、その本拠地となるスタジアムが他のスポーツ・コンサートなどのイベントによって日程が抑えられてしまい、使用できない場合は各クラブごとの要望に応じて手動で調整を行う。
さらに、AFCチャンピオンズリーグ (ACL) に出場するクラブ（原則J1前年上位3クラブ+天皇杯 JFA 全日本サッカー選手権大会優勝クラブ）については、特定の開催日にそのクラブ同士による対戦を組むようにしている。現在では日本のゴールデンウィークの期間中にACLが施行されているが、ゴールデンウィークの連休中はリーグ戦も並行して開催するようにしており、その期間に重なる節はACL出場4チームについてはそのチーム同士による対戦を設定し、あらかじめ別の開催日（概ね連休明けの5月下旬）に割り当てられるようにしている。そして、基本的に平日（ミドル・ウィーク）に行われるACLも、10月下旬-11月上旬の決勝戦は例外として週末に行われるため、この場合でも原則としてACL出場クラブ同士の対戦、またはACL出場チーム側の主催試合を割り当て、決勝出場が決まった場合は平日に代替日を設けるようにしている。こういった調整が発生する関係で、シーズン日程作成着手はACL出場クラブが確定する天皇杯決勝直後からになり、1月中の日程リリースに間に合わせるには最初の案を作成するまで5日程度しか猶予がないという。
「ダービーマッチ（都道府県・市区町村）」を開幕戦や最終戦、ゴールデンウィークに行わないようにしていることについては、「ダービーは各クラブがしっかりとプロモーション活動をするため、多くの観客が試合を見るが、開幕戦や最終戦、ゴールデンウィークなどある程度集客の見込める節にやるのはもったいない」としている。ただし、ごく初期に開幕戦をダービーに充てた年度はあったほか、近年ではリーグやチームのプロモーションのために敢えて開幕戦にダービーを設定することもある（2020年の福岡ダービー、2021年、2023年の神奈川ダービー、2025年の大阪ダービーなど）。

## 他国の例
イングランドのプレミアリーグおよびフットボールリーグの日程編成においても、アトス（フランス）の提供するマッチスケジューラーソフトが介在しており、以下のような（ある意味で日本以上に細かい）条件で日程が編成されているという。
- ホームゲームまたはアウェーゲームは3試合連続にしない
- 直近5試合は全クラブが「ホーム3試合＋アウェー2試合」もしくは「ホーム2試合＋アウェー3試合」にならなければいけない
- ボクシング・デー（12月26日）と元日（1月1日）の連戦はホーム連戦またはアウェー連戦にしない
- 開幕2試合、シーズン最後の2試合はホーム連戦またはアウェー連戦にしない
- FAカップの前後でホーム連戦またはアウェー連戦にしない（FAカップを含めて「ホーム3連戦（アウェー3連戦）」にしないための措置）
- 原則としてホームタウンが同じ、またはスタジアムが近いクラブは、同じ日にホームで試合を開催できない

### 注記
1. 1 2  依頼時点で昇降格の可能性のあるクラブについては、どちらのディビジョンになってもいいようにスタジアムの確保を依頼するという[9]。なお、各クラブからの日程に関する要望を受け入れられる件数には上限が設けられているという[9]。
2. ↑  特に陸上競技場を本拠とするクラブでは陸上競技関係の行事（公式大会や記録会）が開催されやすい。また札幌ドームは2022年までプロ野球・北海道日本ハムファイターズの本拠地でもあり、その日程との調整も必要だった。